# أحمد شمس الدين بن محمد أبي الفائز الموسوي الحائري
السيد أحمد شمس الدين بن محمد أبو الفايز الموسوي الحائري كان من وجهاء العلويين العراقيين في كربلاء. كان وزيرًا لرأس العين (عين التمر حاليًّا) سنة 1334م.

## العائلة
وهو ابن محمد أبو الفايز، الجد المسمى إلى آل فائز، المعروفة اليوم بالطعمة، وآل نصر الله، وآل ضياء الدين، والأوج، والتاجر، والسيد أمين (جلوخان الفايزي). نسبه هو كما يلي:
أحمد شمس الدين بن محمد أبو الفايز بن أبو الحسن علي بن أحمد جلال الدين بن أبي جعفر محمد بن أبي جعفر محمد بن أبي جعفر نجم الدين الأسود بن أبي جعفر محمد بن علي الغريب بن محمد الخير بن أبي الحسن علي المجثور بن أبي الطيب أحمد بن محمد الحائري بن إبراهيم المجاب بن محمد العابد بن موسى الكاظم.

## السيرة
في حوالي عام 1311، استدعى وزير الإلخانات، رشيد الدين، أحمد إلى الحلة، وأمره بقتل النقيب الذي نصبوه على مملكة الإيلخانات، تاج الدين العوي الأفطاسي، وولديه، حسين وعلي. وفي المقابل وعده بأن يجعله نقيبًا. وعند سماع ذلك، رفض أحمد بشدة، وهرب في تلك الليلة إلى كربلاء، وظل مختبئًا حتى انكشف دافع رشيد الدين، في عام 1318 م.
عينه بهادر خان وزيرًا لرأس العين (شفاذة) في عام 1334 م. تُوفي سنة 1349، وله مقام ومسجد في شمال غرب شفاذة.

## مرقد ابن هاشم
ويُعرف مرقد أحمد الآن بمرقد السيد أحمد بن هاشم. وهو في الحقيقة ليس ابن هاشم، لأن والده هو محمد أبو الفائز، ولكن عندما أراد الناس في ذلك الزمان احترام آل علي، كانوا يسمونه ابن هاشم، وبقي الأمر كذلك حتى أصبح مرقده معروفًا بمقام السيد أحمد ابن هاشم.

### الموقع
ويقع المرقد على بعد 25 كيلومترًا شمال غربي شفاذة (عين التمر)، في أطراف محافظة كربلاء، قرب الرحالية. تقع بالقرب من وادي الأسود، وتبعد 75 كيلومترًا غرب كربلاء.

### البناء الحالي
مبنى الضريح مستطيل الشكل، يبلغ طوله 84.5 مترًا وعرضه 45 مترًا. ويشتمل على مبنى القبر الذي يشغل المنطقة المركزية للضريح، وهو مستطيل الشكل ويبلغ طوله 22.5 مترًا وعرضه 14.5 مترًا وارتفاعه 6 أمتار. يقع حرم القبر في وسط بناء العافية ويعلوه قبة بصلية الشكل ترتكز على ثمانية أعمدة ذات مقطع مربع طول ضلعه 65 سنتيمترًا. يبلغ قطر القبة حوالي 7 أمتار وارتفاع القبة حوالي 10 أمتار فوق مستوى أرض مبنى الضريح. تحتوي القبة على 8 نوافذ حول عنقها ويبلغ ارتفاع كل نافذة مترًا واحدًا وعرضها مترًا واحدًا أيضًا. زُين الجزء الخارجي من القبة ببلاط الكاشاني الجميل وفي نهايتها العلوية يوجد عمود معدني متصل به كرات ذات أحجام مختلفة. ويسبق مبنى القبر إيوان تتكون واجهته من ثلاثة أقواس مدببة، يكون القوس الأوسط أعلى من القوسين الآخرين ومغطى من الخارج ببلاط الكاشاني. الخط العلوي للواجهات الخارجية لمبنى القبر مغطى ببلاط الكاشاني المزخرف بنصوص من القرآن الكريم على طراز العربس. يحيط بمبنى القبر فناء مفتوح واسع يحيط به من جوانبه الأربعة إيوانات مسقوفة تعلوها أقواس مدببة وتستخدم كأماكن راحة للمسافرين.

## طالع أيضًا
- آل فائز
- إبراهيم المجاب
- نصرالله الحائري